# Jemielno
Jemielno (in tedesco Gimmel) è un comune rurale polacco del distretto di Góra, nel voivodato della Bassa Slesia.
Ricopre una superficie di 123,8 km² e nel 2004 contava 3 099 abitanti.